# Palwancha
Palwancha é uma cidade e um município no distrito de Khammam, no estado indiano de Andhra Pradesh.

## Demografia
Segundo o censo de 2001, Palwancha tinha uma população de 68 561 habitantes. Os indivíduos do sexo masculino constituem 51% da população e os do sexo feminino 49%. Palwancha tem uma taxa de literacia de 62%, superior à média nacional de 59,5%: a literacia no sexo masculino é de 69% e no sexo feminino é de 55%. Em Palwancha, 13% da população está abaixo dos 6 anos de idade.